# Neotettix
Neotettix is een geslacht van rechtvleugeligen uit de familie doornsprinkhanen (Tetrigidae). De wetenschappelijke naam van dit geslacht is voor het eerst geldig gepubliceerd in 1898 door Hancock.

## Soorten
Het geslacht Neotettix omvat de volgende soorten:
- Neotettix femoratus Scudder, 1869
- Neotettix nullisinus Hancock, 1918
- Neotettix proavus Rehn & Hebard, 1916
- Neotettix proteus Rehn & Hebard, 1916